# Tomás Milián
Tomás Milián (valódi nevén Tomás Quintín Rodriguez) (Havanna, 1933. március 3. – Miami, Florida, 2017. március 22.) kubai születésű amerikai színész, akit főleg a spagettiwesternek tettek híressé.

## Pályafutása
Édesapja id. Tomás Quintín Rodríguez y Estrada tábornok volt Gerardo Machado idején, s posztján maradt a Batista-rezsimben is. Tehetőssége révén a fia az Egyesült Államokban tanulhatott, először egy akadémián Miamiban, majd egy New York-i színész stúdióban. A továbbiakban amerikai állampolgárságot is kapott. Kubába nem térhetett vissza, mert Fidel Castro hatalomra kerülését követően persona non grata lett. Apját a forradalmárok börtönbe vetették, ahol később öngyilkosságot követett el.
Mivel az államokban még nem volt kezdetben túl sikeres, ezért Olaszországba települt át és ott élt mintegy huszonöt évig. Amíg meg nem tanult  jól olaszul, szinkronizálni kellett a filmekben a szerepeit. 1969 óta már olasz állampolgár is. Művésznév gyanánt édesanyja leánykori nevét kezdte el használni, akit Dolores Miliánnak hívtak.
A kezdetekben művészfilmekben szerepelt, s olyan olasz rendezőkkel dolgozott együtt mint Mauro Bolognini vagy Luchino Visconti. 1960-ban Claudia Cardinale és Tomás Milián volt az egyik főszereplője az I delfini c. filmdrámának. Cardinale, akárcsak Milian ez időben szintén nem a saját hangján játszott, mert Cardinale édesanyja révén francia anyanyelvű volt.
Az 1960-as évek második felében szerepelt olasz vadnyugati filmekben. Az első 1966-ban a El Precio De Un Hombre volt. 1968-ban a Tepepa, a hős bitangban játszotta a címszereplőt, amely az egyik népszerű olasz westernek közé tartozik. Ott partnere Orson Welles volt, akivel 1963-ban már dolgozott A túró és az Agymosás c. filmben, de közös jelenetük nem volt. 1970-ben a neves Sergio Corbucci, vele és Franco Neróval forgatta az Egy kincskereső Mexikóban-t. Leone dollár-trilógiájából ismert Eli Wallachal, valamint Giuliano Gemmával volt egy közös, de kevéssé sikeres westernjük. Milián ebben egy emigráns ügyes kezű, de kissé együgyű, bolondos japán szamurájt, Gemma pedig egy svájci revolverhőst, Tell Vilmos afféle „amerikás változatát” játszotta.
Bud Spencerrel is volt egy közös filmje, a Rabló-pandúr (1983). A film készítői úgy gondolták, hogy Milián lesz Spencer új társa Terence Hill után és ha a produkció beválik még további közös filmek és készülhetnének. A Rabló-pandúr viszont nem aratott túl nagy sikert, ezért Milián és Spencer útjai itt rögvest elváltak.
Ismert még a Revans című filmből is, ahol egy jelentősebb mellékszerepet játszott Anthony Quinn és Kevin Costner partnereként, mely film már Amerikába való visszatéréséhez kapcsolódik.
2013-ban esküvői tanúja volt az Olaszországban élő Henger Éva magyar televíziós műsorvezetőnek, aki 1990-ben hazájában tinédzser szépségkirálynő volt, s nem mellesleg pornószínésznőként és sztriptíztáncosnőként dolgozott Olaszországban.
Fidel Castro még élt, amikor Milián több mint félévszázados távollét után újra szülőhazája, Kuba földjére tehette a lábát, ahol szívesen fogadták, előadást tarthatott és látogatást tett az állami filmgyárban, a Cinemateca Nacional de Cuba-ban.
Milián számos filmjében fontos eszköz a humor. A westernekben és a maffiafilmekben elsősorban fekete humor jellemzi stílusát, míg másutt egészen könnyed, feszültség nélküli alakítást nyújt. Milián akár negatív, akár pozitív szereplőként rokonszenvet keltő, dinamikával teli személyiségként képes megjelenni alakításaiban.
Miamiban levő otthonában hunyt el 84 éves korában, agyvérzés következtében. Életéről még 2014-ben Giuseppe Sansonna dokumentumfilmet is készített A kubai Hamlet – Tomás Milián története címmel.

## Magánélete
1964-ben feleségül vette az olasz Margherita Valettit. Felesége 2012-ben elhunyt. Közismert ugyanakkor, hogy a színész biszexuális beállítottságú. Valettivel kötött házassága előtt már voltak rövidebb-hosszabb kapcsolatai nőkkel és férfiakkal egyaránt.

## Filmjei
- 1960: A szép Antonio (Bell’ Antonio) … Eduardo
- 1962: Boccaccio’70 … a gróf
- 1962: Agymosás (RoGoPaG)
- 1965: Katonalányok (Le soldatesse) … Gaetano Martino
- 1965: Agónia és extázis (The Agony and the Extasy) … Raffaello
- 1966: Számadás (vagy: A nagy leszámolás)[4] (La resa dei conti)
- 1967: Szemtől szemben (Faccia a faccia)
- 1968: Fuss, ember, fuss! (Corri uomo corri)[5]
- 1970: Egy kincskereső Mexikóban (Vamos a matar, companeros)
- 1972: Ne zaklasd a kiskacsát! (Non si sevizia un paperino)
- 1973: A maffia ügyvédje (Il consigliori) … Thomas Accardo
- 1974: Squadra volante  … Ravelli
- 1975: A fehér, a sárga és a fekete (Il Bianco, il giallo, il nero) … Sakura
- 1975: Akasztani való bolond nő (Folle á tuer) … Thompson
- 1976: A farmeres zsaru (The Cop in Blue Jeans) … Nico
- 1979: A Hold (La luna) … Giuseppe
- 1979: Téli gyilkosságok (Winter Kills) … Frank Mayo
- 1982: Egy nő azonosítása (Identificazione di una donna) … Niccolo
- 1983: Rabló-pandúr (Cane e gatto) … Tony Roma
- 1989: Macskafogó kommandó (Cat Chaser) … Andres DeBoya
- 1989: Egy ember képmása (Gioco al massacro)  … Clem Da Silva
- 1990: Drug Wars: The Camarena Story … Florentino Ventura
- 1990: Revans (Revenge) … Cesar
- 1990: Havanna (Havana) … Menocal
- 1992: Jó zsaru kisebb hibával (Nails)
- 1993: Az utolsó maffiaházasság (Love, Honor & Obey: The Last Mafia Marriage) … Joe Profaci
- 1993: Bobby és Marilyn (Marilyn & Bobby: Her Final Affair) … Carlo Rossi
- 1994: Lassú tűzön (The Burning Season)
- 1994: Két cowboy New Yorkban (The Cowboy Way) … Huerta
- 1997: Bolond szél fúj (Fools Rush In) … Tomas Fuentes
- 1997: Amistad … Calderon
- 2000: Traffic … Arturo Salazar tábornok
- 2000: A bűn állomásai (The Yards) … Manuel Sequiera
- 2000: A legendás trombitás (For Love or Country: The Arturo Sandoval Story) … Sosa
- 2003: Washington Heights … Eddie Ramirez
- 2005: A kecske ünnepe (La fiesta del chivo)
- 2006: El Tropico (The Lost City) … Don Federico Fellove
- 2013: Roma nuda … gazfickó
- 2013: Fugly! … Gramps

## További információ
- Hivatalos oldal
- Tomás Milián a Facebookon
- Tomás Milián a PORT.hu-n (magyarul)
- Tomás Milián az Internetes Szinkronadatbázisban (magyarul)
- Tomás Milián az Internet Movie Database-ben (angolul)
- Tomás Milián a Rotten Tomatoeson (angolul)